# 요나바루정
요나바루정(일본어: 与那原町)은 일본 오키나와현 오키나와섬 남부에 있는 시마지리군의 정이다.

## 지리
오키나와현의 현청 소재지인 나하시에서 동쪽으로 약 9km 떨어져 있고, 오키나와섬 남부의 동해안에 위치하며 나카구스쿠만과 접한다. 면적은 5.02km2로 오키나와섬에서 가장 작고, 오키나와현에서 도나키촌에 이어 2번째로 면적이 작은 자치체이다.
정 동남쪽에는 아마고이 숲, 니시하라정과의 경계에는 운타마 숲이 있고 그 앞으로 나카구스쿠만을 바라보는 평탄지이다.

### 기후
다른 오키나와섬 지역처럼 아열대성 기후로 연중 온난하고 사계절의 변화가 별로 없다. 연평균 기온은 22.3도, 연평균 강수량은 1,688mm이고 봄부터 여름에 걸쳐 특히 비가 많이 오지만 해에 따라서는 한발이 일어나기도 한다. 또 여름부터 가을까지는 태풍이 내습한다.

### 인접한 자치체
- 난조시
- 니시하라정
- 하에바루정

## 역사
- 1908년 - 도서정촌제 시행으로 오자토촌에 속하게 되었다.
- 1949년 4월 1일 - 오자토촌(현 난조시)에서 요나바루정이 분리되었다.

## 경제
3차 산업 비율이 높고 그 중에서도 소매업의 비율이 높다.

## 인구
| 연도                     | 인구   | ±%     |
| ------------------------ | ------ | ------ |
| 1950                     | 6,574  | —      |
| 1955                     | 7,318  | +11.3% |
| 1960                     | 8,234  | +12.5% |
| 1965                     | 8,740  | +6.1%  |
| 1970                     | 9,639  | +10.3% |
| 1975                     | 12,017 | +24.7% |
| 1980                     | 12,752 | +6.1%  |
| 1985                     | 13,311 | +4.4%  |
| 1990                     | 14,009 | +5.2%  |
| 1995                     | 14,850 | +6.0%  |
| 2000                     | 15,109 | +1.7%  |
| 2005                     | 15,343 | +1.5%  |
| 2010                     | 16,318 | +6.4%  |
| 2015                     | 18,410 | +12.8% |
| 출처: 일본 총무성 통계국 |        |        |

## 교통

### 도로
- 국도 제329호선
- 국도 제331호선